# Кудыкино

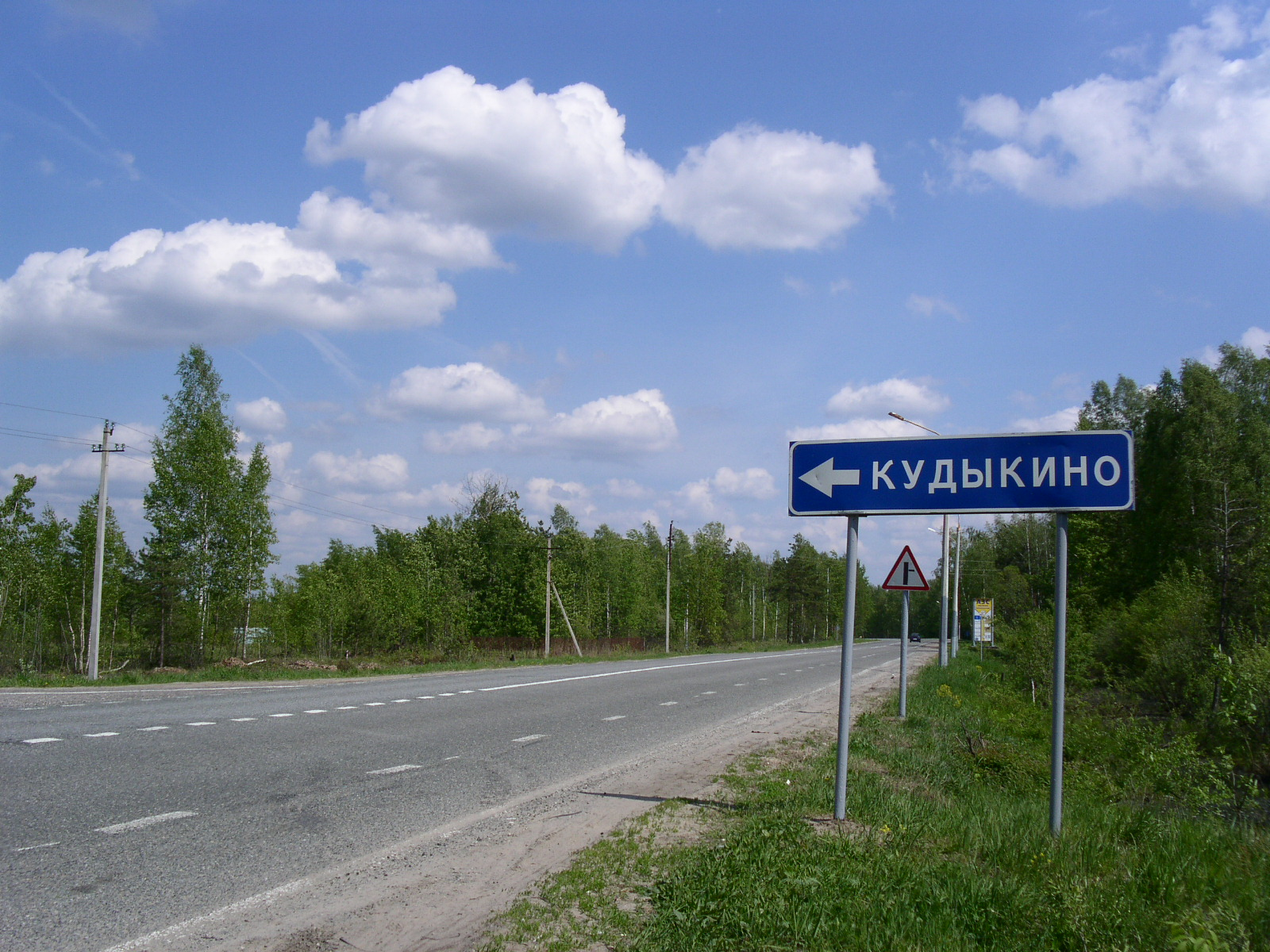
Дорожный указатель к деревне Кудыкино

Кудыкино — деревня в Орехово-Зуевском районе Московской области. Входит в состав сельского поселения Горское (до 2005 года входило в Горский сельский округ). Население — 166 чел. (2010).

## Расположение
Деревня расположена на востоке Московской области, в 90 километрах от Москвы, в одном километре к северо-востоку от города Ликино-Дулёво.
С восточной стороны расположены: речка Лютиха, село Гора, деревни Сальково, Новая. С южной стороны проходит двухполосное шоссе «Ликино-Дулёво — Шатурторф». К северо-западу от деревни находится платформа «122 км» Большого кольца МЖД.

## Историческая справка
Первое упоминание о деревне встречается в писцовых книгах в 1637—1647 годах. В XIX — начале XX вв деревня относилась к Кудыкинской волости Покровского уезда, Владимирской губернии. Деревня располагалась в 26 верстах от уездного города Покров. Кудыкинскую волость вместе с окружающими землями называли Патриаршиной, а ещё ранее Сенежской волостью.
С 1876 года в Кудыкино действовало 2-классное училище Министерства Просвещения. В 1880 году старообрядцем Новиковым в Кудыкино была открыта школа без различия вероисповедания.
В селе и вокруг села Кудыкино был распространён такой промысел, как машинная вязка чулок. Более нигде в Покровском уезде этот промысел не отмечался. Сообщали, что занесён он был сюда случайно. В конце XIX века в Кудыкино приехала какая-то женщина, привезла с собой невиданную здесь никогда машинку и начала на ней вязать чулки. В 1908 году этим промыслом было занято до 71 человек (43 женщины и 28 мужчин). Доходность промысла была относительно низкой. Продавали готовые чулки большею частью непосредственно в руки потребителей сами производители, пользуясь близостью крупного фабричного поселка — Орехово-Зуево, где большая часть населения носила чулки и носки, а не онучи.

## Настоящее время

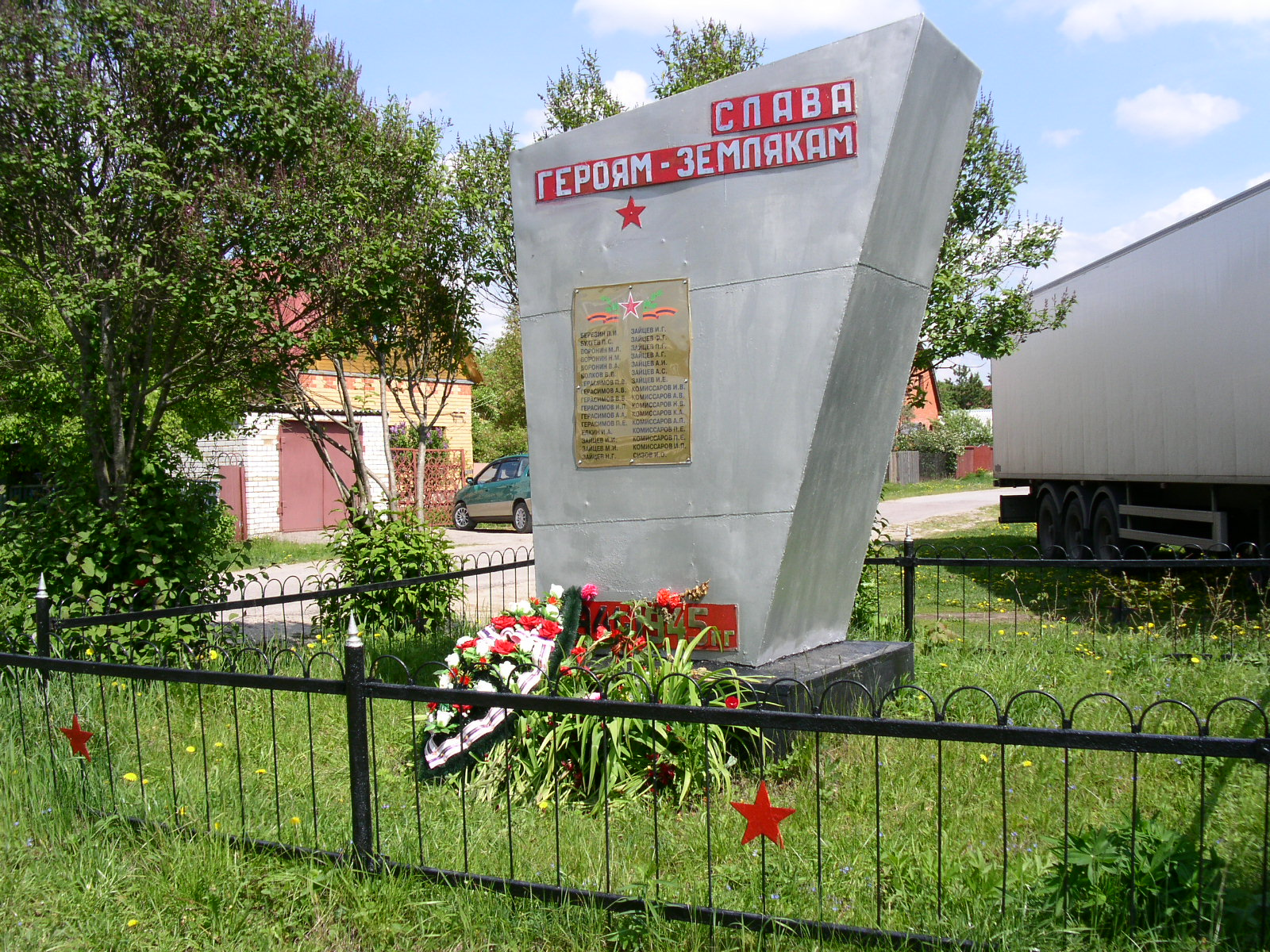
Памятник воинам, погибшим на Великой Отечественной войне

На территории современного Кудыкино, в муниципальной собственности находится Памятник воинам, погибшим на Великой Отечественной войне, который является охраняемым объектом культурного наследия. Муниципальных учреждений нет. Если в 1990-х годах население преимущественно состояло из граждан возрастом за 50 лет, то в конце 2010-х возрастной состав помолодел — больше половине местных жителей не исполнилось 50 лет. В последнее время ведётся активное строительство частных домов и коттеджей.
Интересная особенность: часть домов по улице Манжурской, а именно, с номерами с 130 по 134 имеют формальный адрес без указания улицы, в связи с тем, что эти участки имели дома еще до появления Манжурской улицы. Они были выделены на поле в некотором отдалении от основной улицы, но продолжили её нумерацию. И среди жителей деревни эта часть деревни называлась «Манжуркой» (в советское время удаленные окраинные районы часто называли «китайка», «шанхайка», «манжурка»). Позже стали выделяться участки для постройки домов с другой стороны этой улицы и у нее появилось официальное название — Манжурская. В итоге сейчас по одной стороне улицы дома с номерами начинающимися с 1 и далее, а с другой «старые» 130, 131, и т. д., что часто приводит к путанице.

## Динамика численности населения
- c 1637 по 1647 — 6 дворов;
- 1705 — 9 дворов, 39 жителей мужского пола;
- 1895 — 80 дворов, 460 жителей;
- 1905 — 83 двора, 481 житель[4];
- 1913 — 627 жителей;
- 1925 — 112 дворов, 589 жителей;
- 1984 — 240 жителей;
- 1997 — 153 жителей;

| 1926 | 2002 | 2006 | 2010 |
| ---- | ---- | ---- | ---- |
| 683  | ↘204 | ↘180 | ↘166 |

## Факты, связанные с названием
Название деревни может происходить русского слова кудыка — человека, спрашивающего охотника, куда тот направляется. По народному поверью делать это строго воспрещается, поэтому в ответ этому человеку охотники обычно говорят: на кудыкину гору, на кудыкино поле, на кудыкин остров. Интересно, что в нескольких километрах от Кудыкино находится деревня Гора.

## Упоминания
Деревня Кудыкино упоминается в произведениях Дарьи Донцовой (серия иронических детективов), Дарьи Калининой (рассказ: «Вояж на Кудыкину гору»).
Понятие «Кудыкина гора», упоминается в произведениях Льва Кассиля (детский приключенческий детектив «Швамбрания»), Александра Бурьянова (книга «Ветра Кудыкиной горы»).

## Фотогалерея

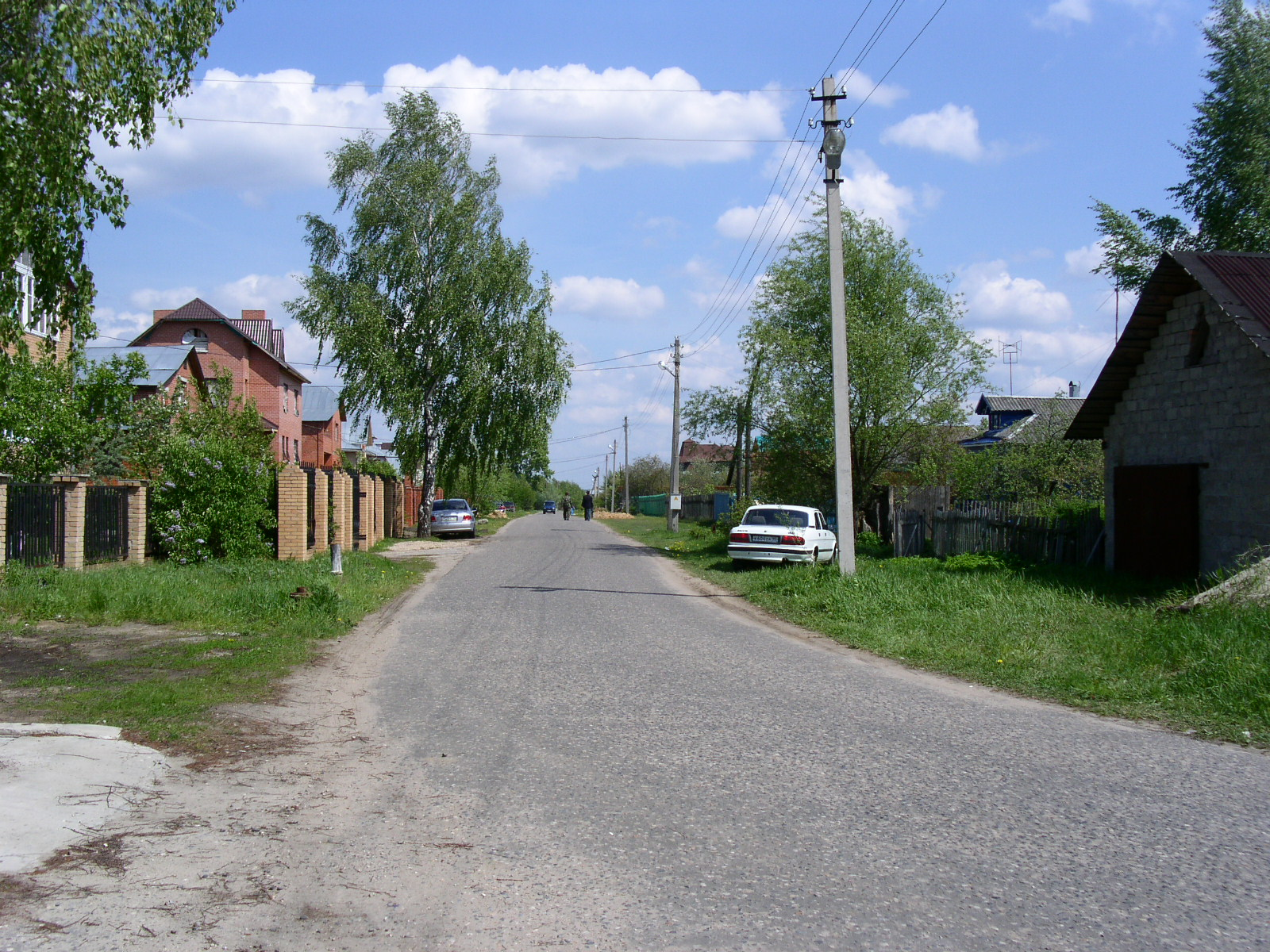
Одна из улиц деревни
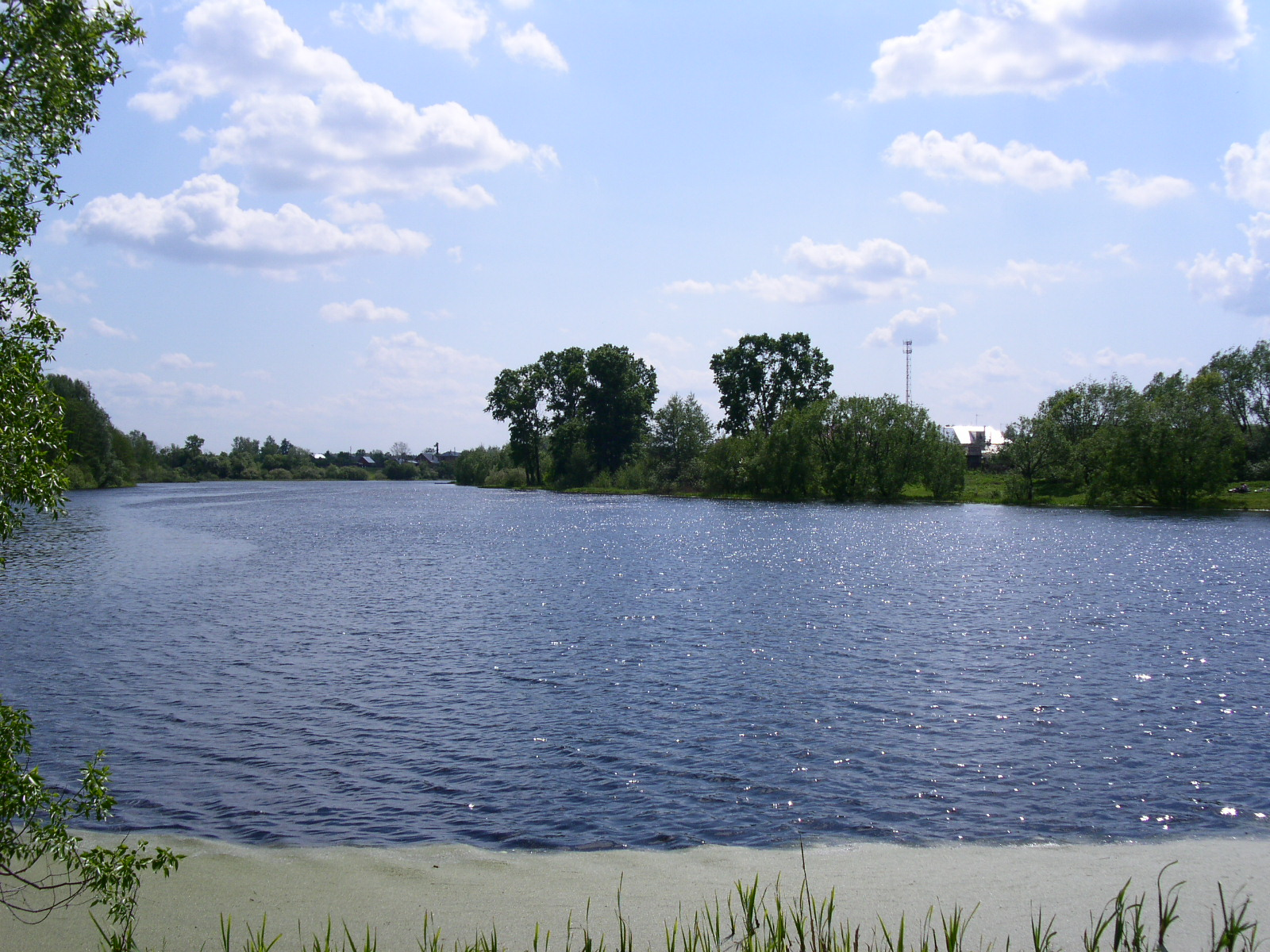
Запруда на реке Лютиха
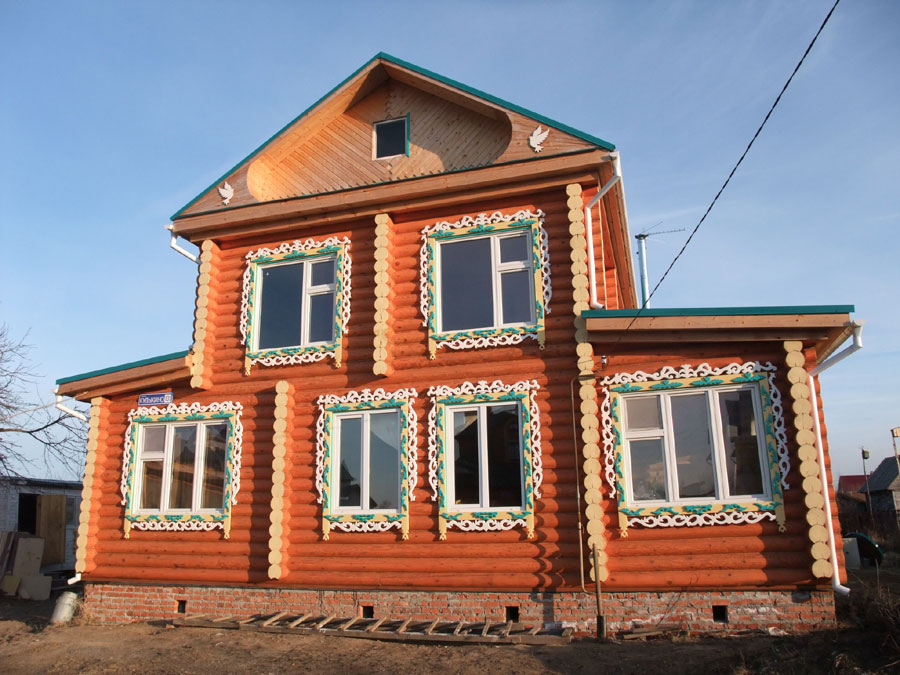
Дом с резными наличниками
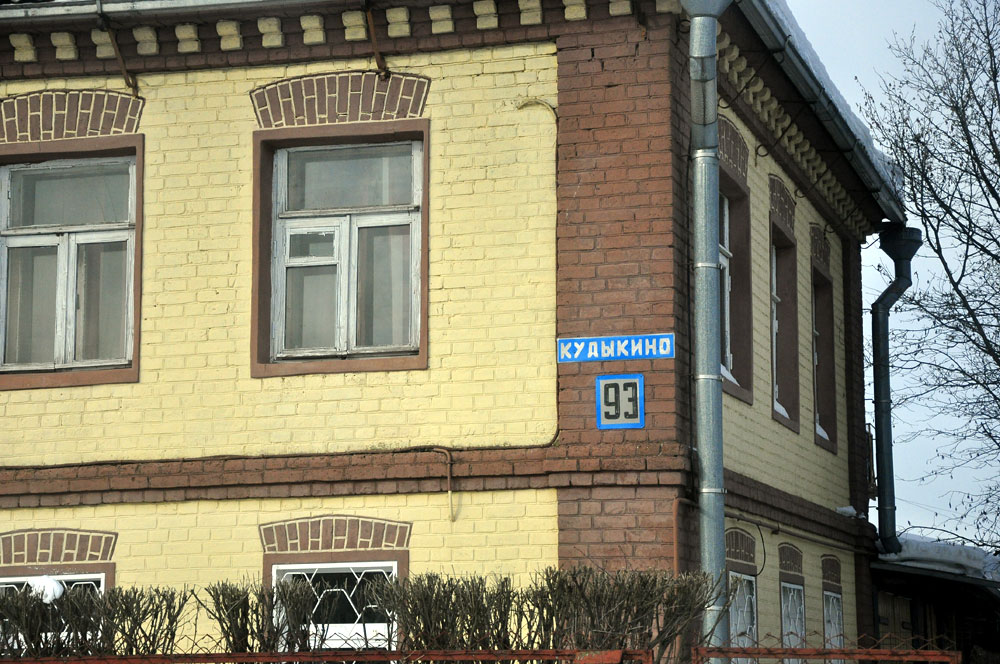
Один из самых больших домов в деревне
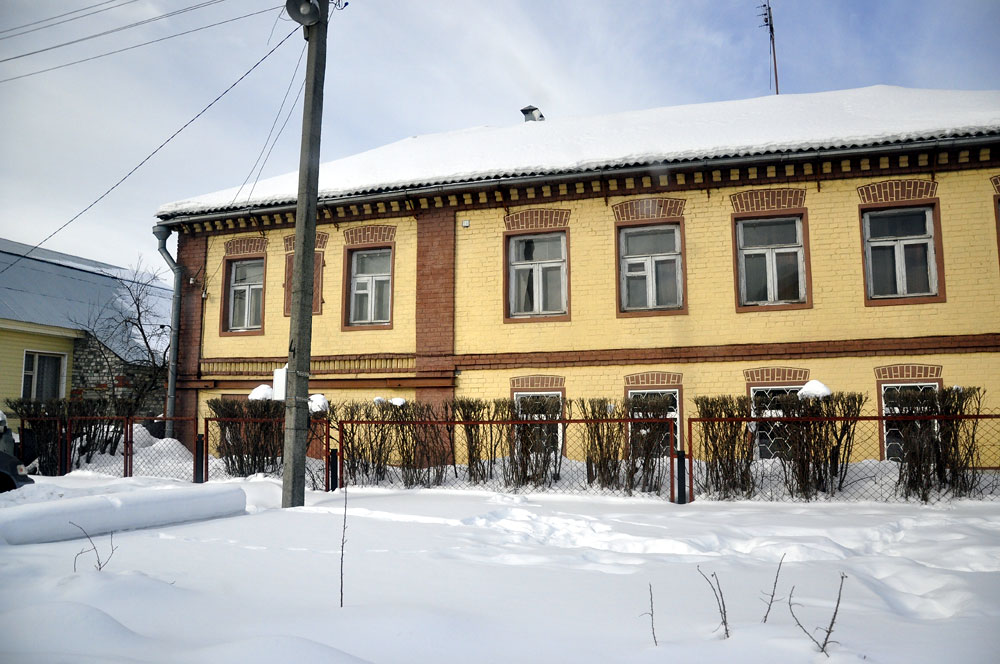
Один из самых больших домов в деревне
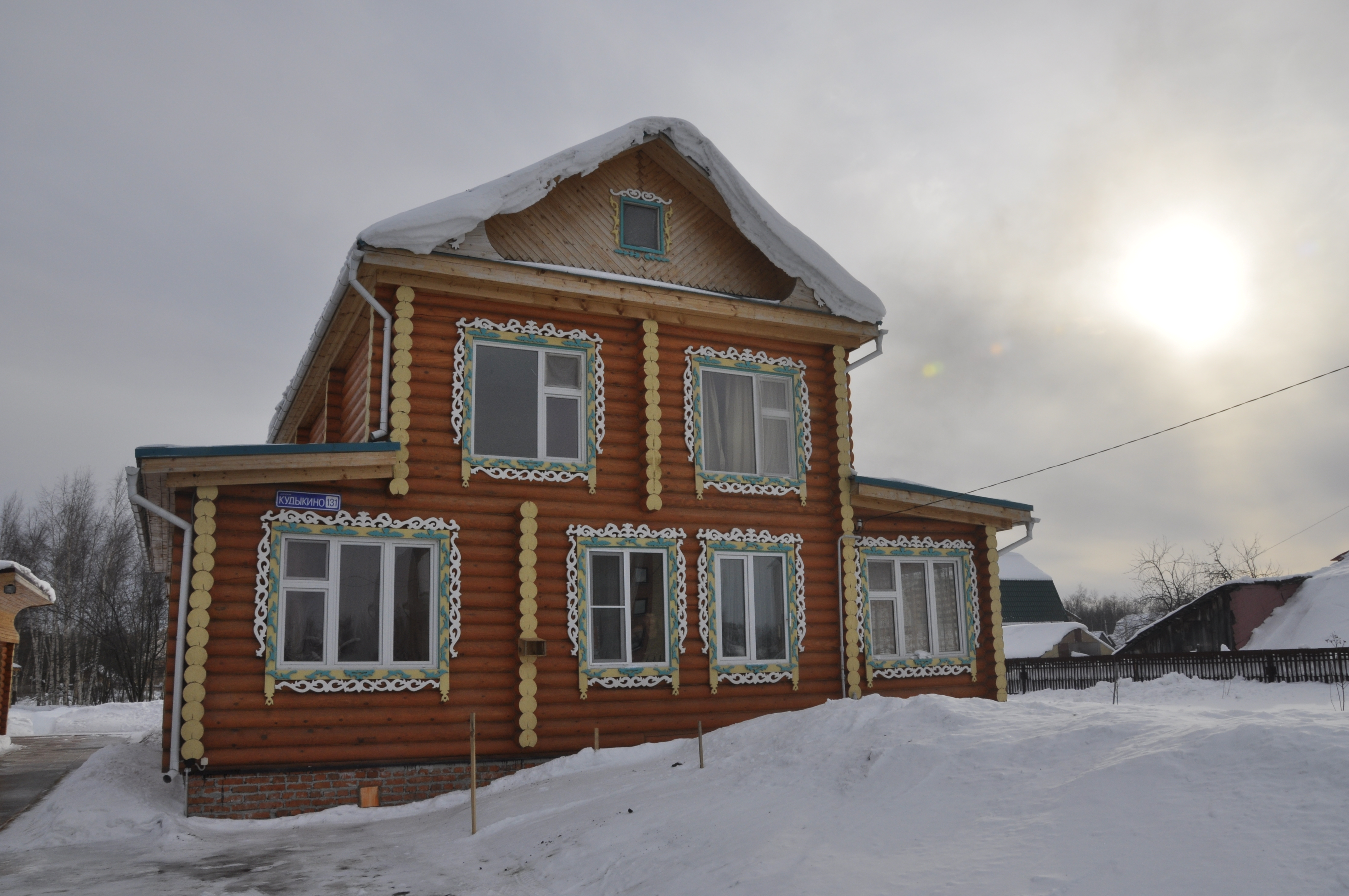
Один из домов
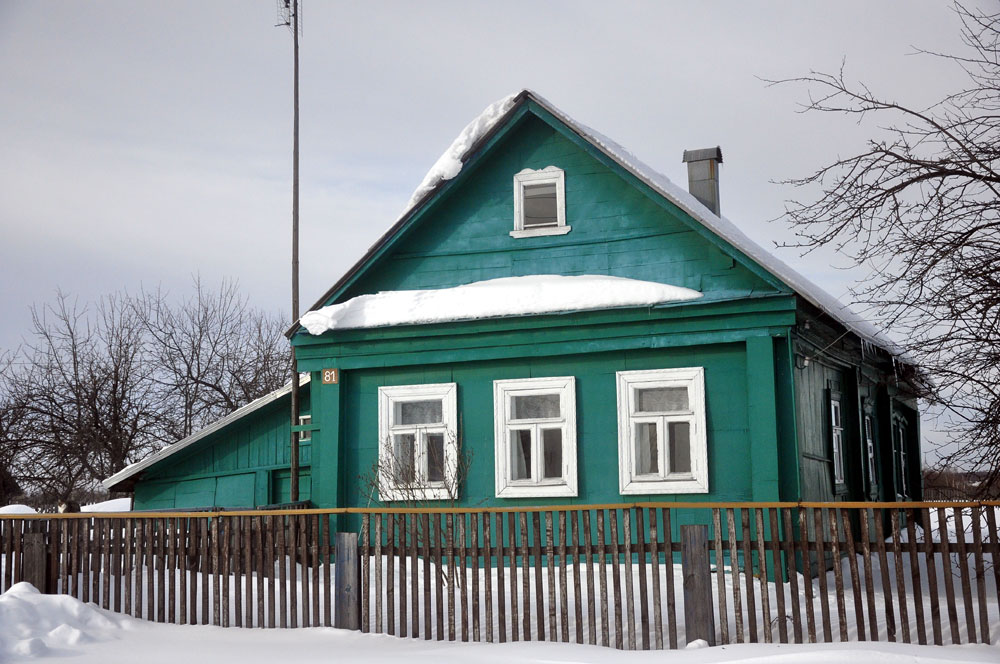
Большая часть домов в деревне выглядят так